# BlognPlus
BlognPlus（ぶろぐんぷらす）は、Blognの公式な後継としてPHPで開発されている純日本国産のブログウェア。作者は高橋昇一（たかはし しょういち）。他のブログウェアと比較した場合、知名度も余り高いとは言えずシェアは低い。
非常に多彩な設定項目や非公式のモジュールが多数存在し、カスタマイズ性に富んでいる。しかし、MovableTypeやWordPress等とは違い、本体スクリプトを編集しなくてはいけないことが多いため、アップデートする度にユーザーが本体に修正を加える必要がある。
また、データベースを必要とするMySQL版、PostgreSQL版と、データベースを必要としないTEXT版がある為、データベースの使えないサーバでも利用することが可能である。

## 主な機能
- PHPによる動的ページの生成
- 月毎のログファイル分割（TEXT版のみ）
- 限定ユーザー記事の作成
- 記事の予約投稿
- モブログ
- 携帯絵文字対応（間接的な物なので、PC上からでも閲覧可能）
- 自由度の高いHTML/CSSスキン機能
- ジャンル別スキン設定
- ランダムスキン設定
- 全文検索機能
- カテゴリー設定
- IPアドレス指定によるアクセス規制設定
- リンク管理
- アップロードファイルマネージャー

## スキン
スキンは独自のタグを有するHTMLとCSSの二つで構成されている。それも比較的簡単な構造の為、それらを理解している者なら簡単にカスタマイズする事が可能である。

## モジュールの一例
カレンダーモジュールのみパッケージに同梱されている。

### 公式
- カレンダー
- Comment Captcha

### 非公式
- BlognPlus Upload Plugin
- BlognPlus RSSReader Plugin
- BlognPlus Filter Plugin
- Captcha
- Feed Generator
- Google Sitemap 生成スクリプト
- がちゃがちゃエントリ for BlognPlus
- 記事評価モジュール
- パンくずリスト表示モジュール
- メールフォームモジュール